# Sundathelphusa lobo
Sundathelphusa lobo is een krabbensoort uit de familie van de Gecarcinucidae. De wetenschappelijke naam van de soort is voor het eerst geldig gepubliceerd in 2009 door Husana, Naruse & Kase.